# アンドリ・ラゲットリ
アンドリ・ラゲットリ（Andri Ragettli、1998年8月21日 - ）は、15歳でコンペシーンに登場した注目の若手フリースキーヤー。スイス出身。種目は主にスロープスタイルとビッグエア。スキー板はVolklを使用している。

## 生い立ち
姉と兄がいる。どちらもプロフリースタイルスキーヤー。12歳の時に兄の影響からフリースキーを始める。

## 戦歴
2013年にAustrian Open・Swiss Championshipsのユース部門で優勝。
Europa Cupのスロープスタイル種目では2014年に2度1位に輝いている。
2015年3月に地元スイスで開催されたフリースタイルスキー・ワールドカップではスロープスタイル種目で2位。
2015年8月にニュージーランドのCardronaで開催されたフリースタイルスキー・ワールドカップのスロープスタイル種目では予選を2位で通過し、決勝は6位入賞。
2015年12月にアメリカのコロラド州で開催されるDew Tourスロープスタイル種目への出場が決定している。

## スポンサー
- Volkl
- Dalbello
- MARKER